# فرانك إف. روس
فرانك إف. روس (بالإنجليزية: Frank F. Ross)‏ هو عسكري أمريكي، ولد في 2 ديسمبر 1867 في أفون في الولايات المتحدة، وتوفي في 29 يناير 1936 في أونتاريو في الولايات المتحدة.